# Parque Rosalía de Castro (Pontevedra)
El parque Rosalía de Castro  es un parque público situado en la zona de A Xunqueira, al norte de la ciudad española de Pontevedra. 

## Ubicación
El parque se encuentra en A Xunqueira al este del barrio de O Burgo, en la margen derecha del río Lérez, solo separado de este por el paseo del Ingeniero Rafael Areses. Se localiza entre el puente de Santiago y el puente de los Tirantes y está delante del Recinto Ferial de Pontevedra y en el extremo oeste del Palacio de Congresos y Exposiciones de Pontevedra.

## Historia
Los terrenos en que se ubica el actual parque Rosalía de Castro eran conocidos como junquera del Lérez y fueron una de las marismas que formaban parte de la zona intermareal del río Lérez y de la ría de Pontevedra hasta los años 60 del siglo XX y que constituían la zona de desembocadura del río en el mar. A principios de los años 70 de ese siglo se desecaron y rellenaron estos terrenos de la junquera del Lérez y en ellos se empezaron a construir los primeros centros escolares, el CEIP A Xunqueira 1 en 1974 y en 1978 el IES A Xunqueira 1.
En la parte más cercana al río Lérez, delante de los centros escolares, los terrenos de la antigua marisma estuvieron durante años baldíos y fueron utilizados como recinto ferial descubierto. En 1986 se empezaron a consolidar como parque propiamente dicho. El 26 de junio de 1986 el ayuntamiento de Pontevedra acordó dar el nombre de Rosalía de Castro a esta zona verde a raíz de la petición de la asociación Irmandade dos Fillos de Padrón que solicitó que se le diese el nombre de la escritora padronesa a un espacio de la ciudad y se instalase en él una estatua conmemorativa de la misma. Dicha instalación tuvo lugar en julio de 1988. A la inauguración asistió, entre otras autoridades, Camilo José Cela que dio un discurso y recitó diversos pasajes de la obra de la autora. Progresivamente los terrenos se cubrieron de vegetación y de arbolado.
En 1995 se instaló en la parte oriental del parque el monumento de granito Mirador del artista Tom Carr, que había sido presentado en la VIII Bienal de Arte de Pontevedra en 1988 y que había permanecido en la Alameda de Pontevedra hasta entonces.
En 1998 se configuró definitivamente el perímetro del parque. Entre 1993 y 1997 se construyó en el extremo este del mismo el Palacio de Congresos y Exposiciones de Pontevedra y entre 1997 y 1998 el Recinto Ferial de Pontevedra con su explanada delantera y accesos al aparcamiento al aire libre por un lateral y el centro de esta zona verde, quedando delimitado el parque Rosalía de Castro longitudinalmente por su lado norte.
En marzo de 2019 finalizaron obras de acondicionamiento en el parque en el transcurso de las cuales se recentró el monumento a Rosalía de Castro para darle más protagonismo.
En febrero de 2023 comenzó la construcción de un parque infantil y de un parque de juegos de agua en el parque Rosalía de Castro, cuyas obras finalizaron en el verano de ese mismo año. El parque de agua fue finalmente inaugurado el 20 de junio de 2024.

## Descripción

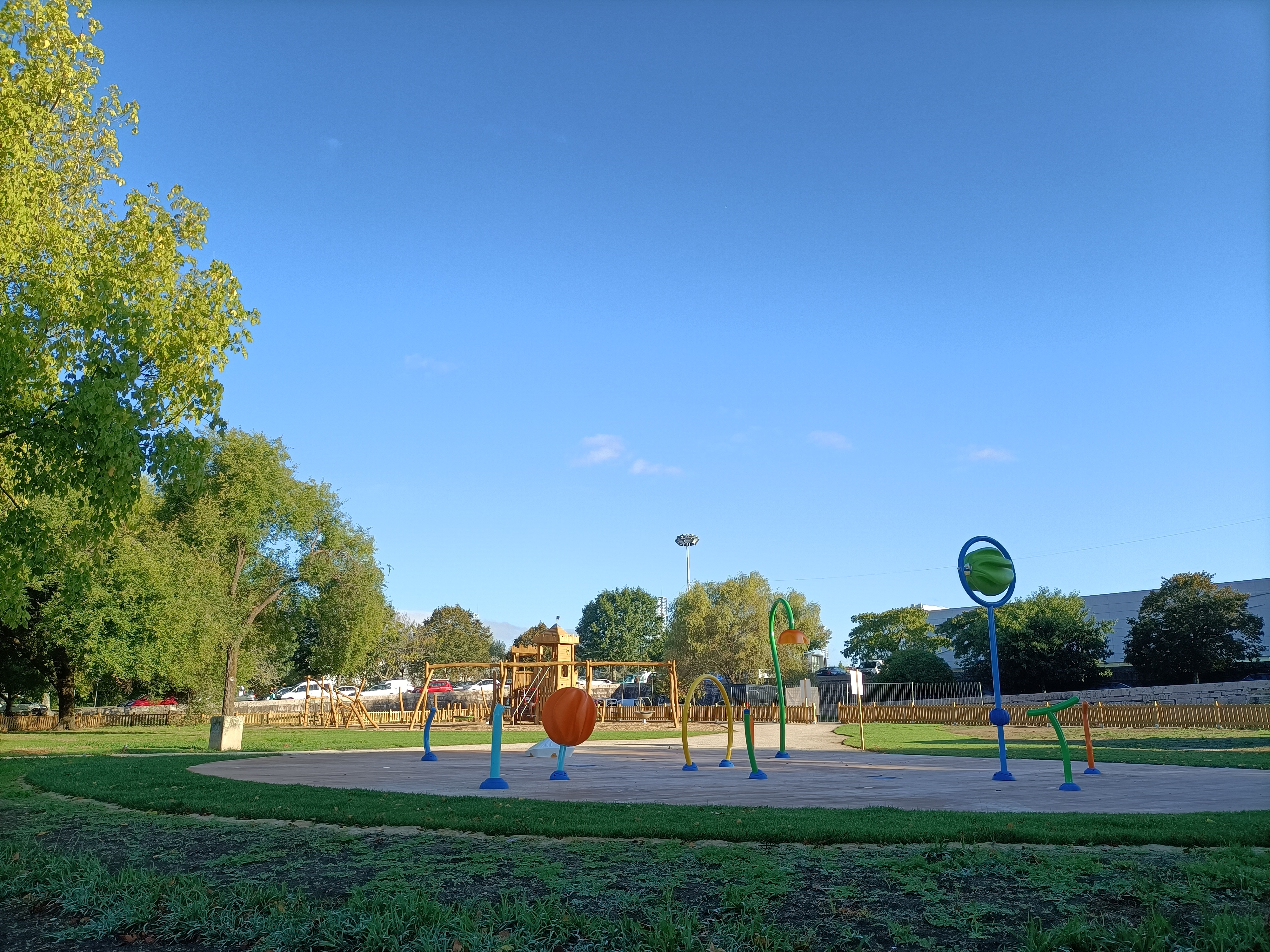
Parque infantil y de juegos de agua.

El parque Rosalía de Castro tiene una forma oblonga, una elevación sobre el nivel del mar de 2 metros y una superficie de 10 000 m2 a la que se suman 6 000 m² de zonas ajardinadas alrededor del Recinto Ferial de Pontevedra, a lo largo de la avenida de Compostela y de la parte occidental de la calle Alexandre Bóveda. El parque principal está dividido en su parte central por un carril adoquinado de acceso a la explanada delantera del Recinto Ferial de Pontevedra. 
En su lado izquierdo, la parte de mayor extensión, se encuentra un parque infantil y un parque de juegos de agua delimitados por un vallado de madera de escasa altura. Tienen 3 400 m2 que incluyen 225 m2 del parque de juegos de agua con cañones de 360 grados, chorros refrescantes, arcos de agua pulverizada y un juego táctil y 625 m2 de un parque infantil con juegos de madera presididos por un castillo de diez metros de altura. El parque de juegos de agua cuenta con áreas diferenciadas: una zona con juegos de texturas de agua suave, otra interactiva con chorros y otra con efectos visuales y mayor caudal.
En el extremo oeste del parque está situado el Monumento a Rosalía de Castro realizado en 1988. Fue esculpido en granito por Manuel Rial y en su parte superior presenta un pequeño busto en bronce de Rosalía de Castro realizado por Gumersindo Pequeno. El monumento es un monolito en forma de árbol que envuelve y sostiene con una rama que simula una mano la placa con el busto en altorrelieve de la escritora junto con una dedicatoria. Representa el enraizamiento de Rosalía de Castro en Galicia.
| La placa delantera presenta la siguiente inscripción: Á nosa ROSALÍA ano 1988 |

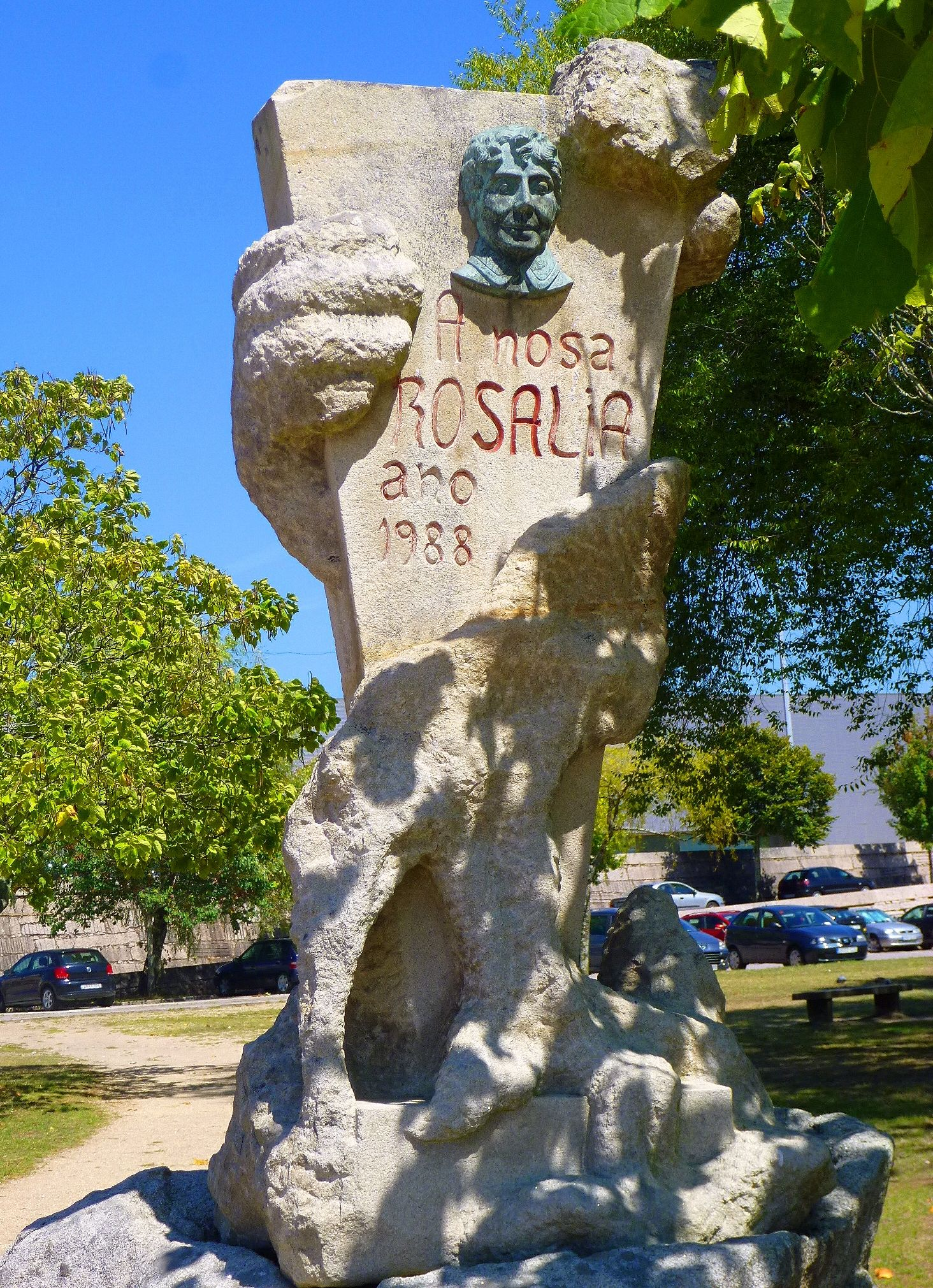
Monumento a Rosalía de Castro en el parque.

| En una pequeña roca exenta al lado del monumento se lee la inscripción: PARA CONMEMORA-LO CLI ANIVERSARIO DO SEU NACEMENTO ÉRGUESE ESTE MONUMENTO POR INICIATIVA DA IRMANDADE DOS FILLOS DE PADRÓN COLABORANDO OS CONCELLOS DE PONTEVEDRA E PADRÓN E TAMÉN AS DIPUTACIÓNS DA CORUÑA E DE PONTEVEDRA 2 XULLO 1988 |

En el otro extremo del parque se encuentra el monumento Mirador de granito del artista Tom Carr. Fue realizado en 1988 en granito. Tiene una altura de 3,90 metros y presenta una forma escalonada que termina en un pequeño mirador. Se compone de siete piezas de granito de forma cúbica dispuestas de menor a mayor en forma de camino constituyendo una especie de peldaños que llevan al mirador rematado con una barandilla. Las caras laterales de la escultura muestran un tallado áspero con una serie de incisiones, mientras que las partes superiores están pulidas.
En el parque y sus alrededores hay numerosos árboles entre los que destacan trece plátanos de sombra, diez robles americanos, dos cedros del Atlas, tres cedros del Himalaya, quince arces americanos, dieciséis catalpas, una drácena cordiline, dos falsos ébanos, una adelfa, dos álamos, ocho sauces llorones, cuatro sauces de Pekín y once olmos comunes.

## Galería de imágenes

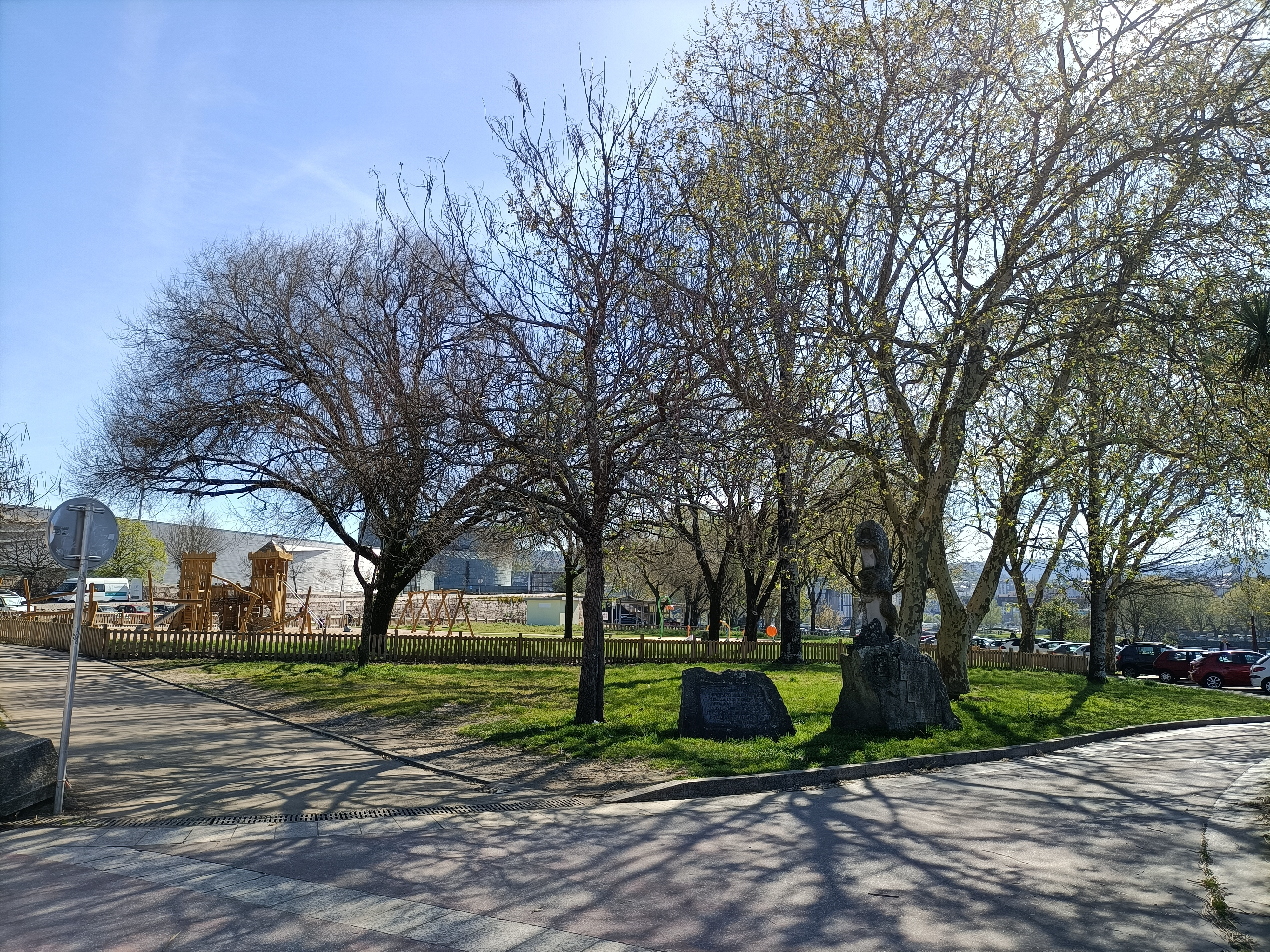
Monumento a Rosalía de Castro en la entrada del parque
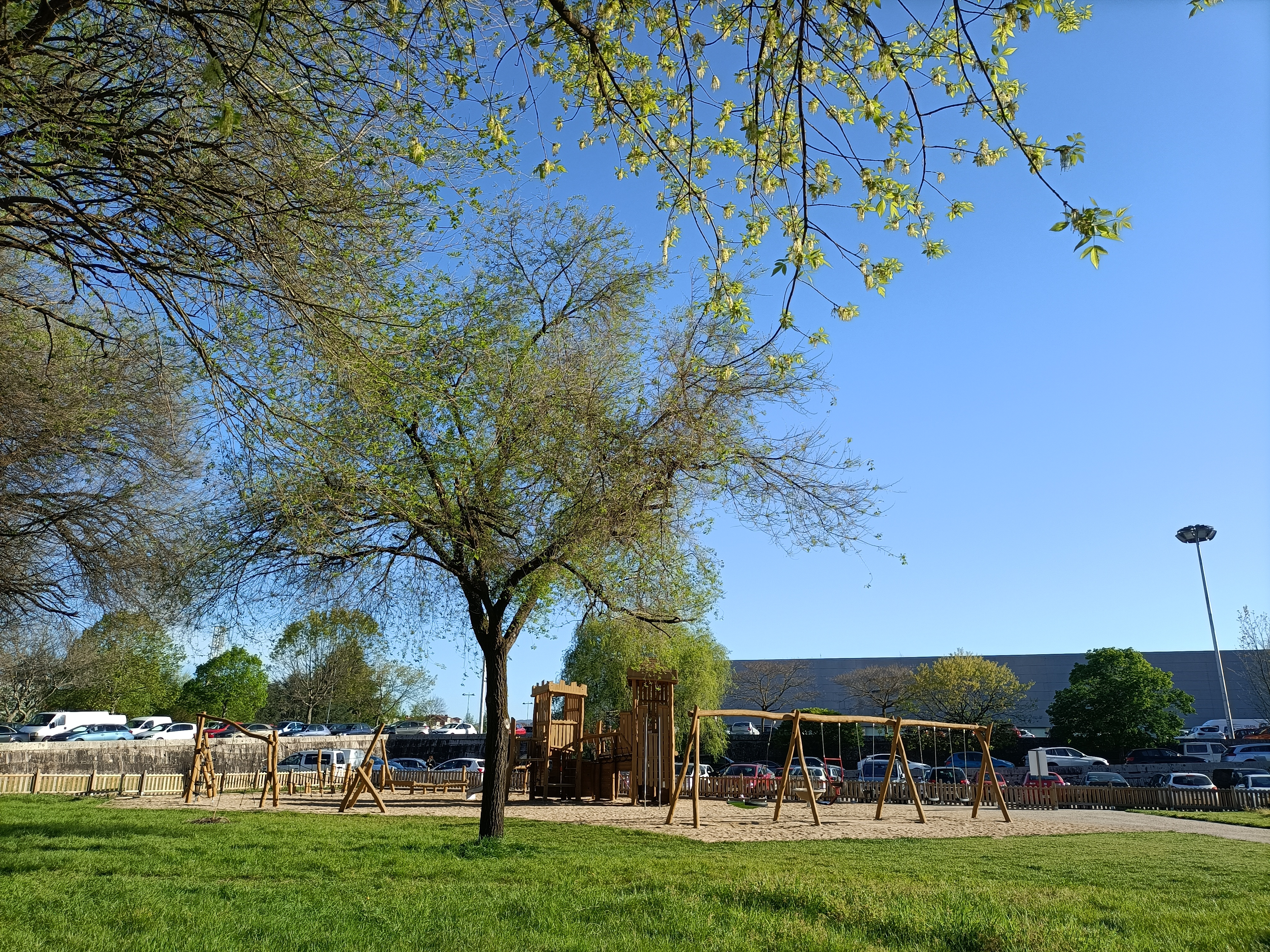
Área de juegos infantiles
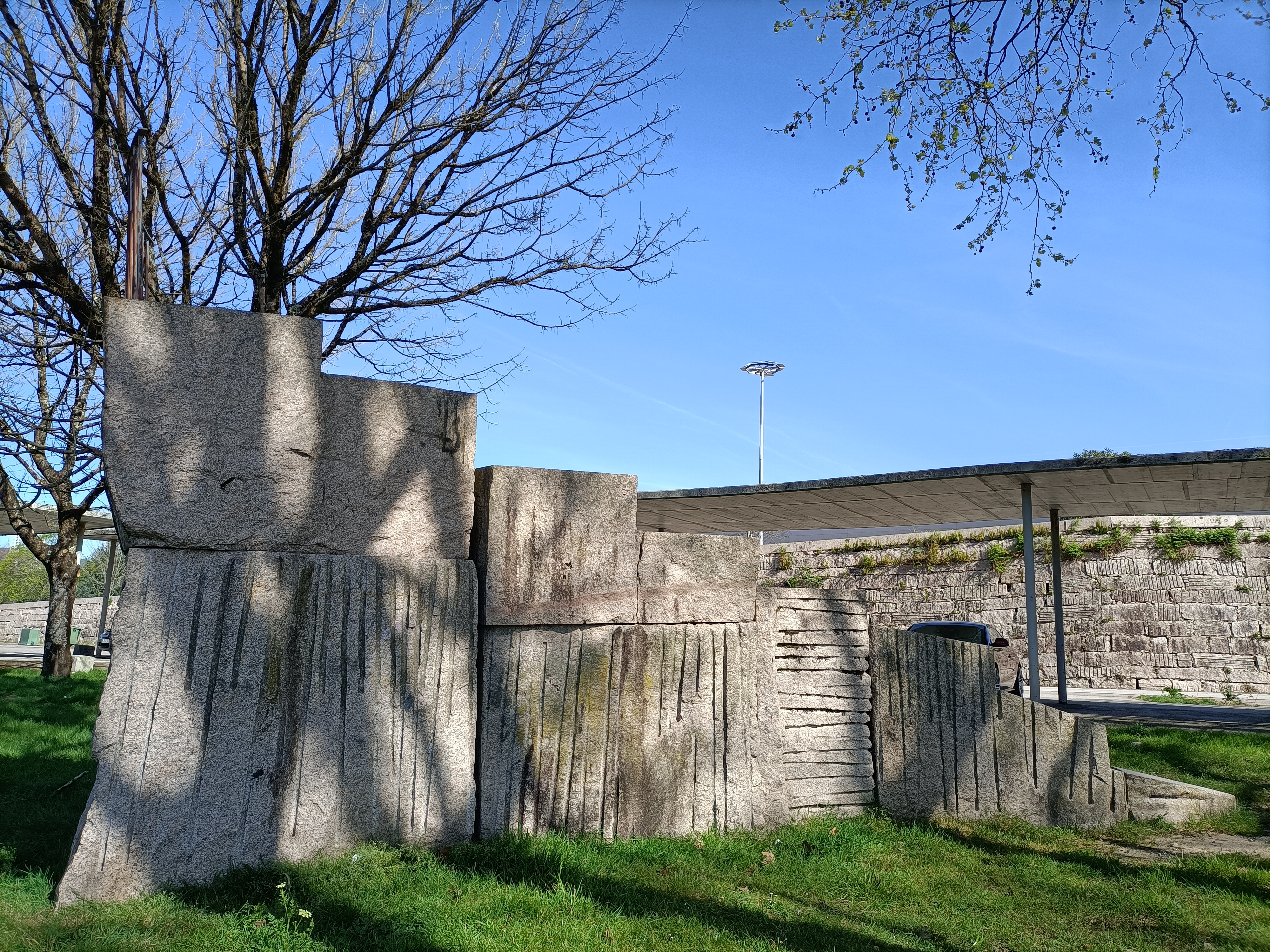
Mirador de granito de Tom Carr (1988)
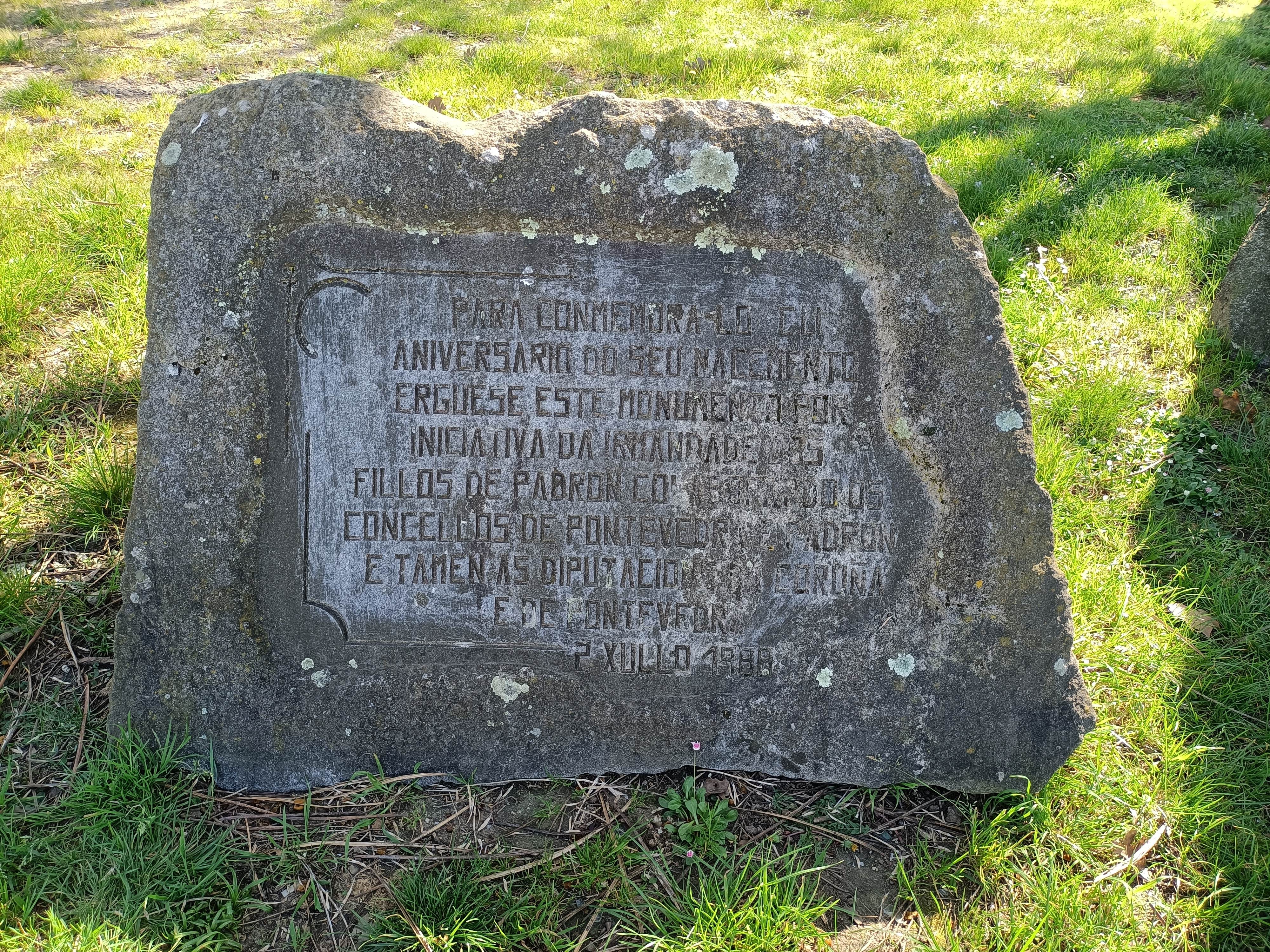
Monolito anexo al Monumento a Rosalía de Castro
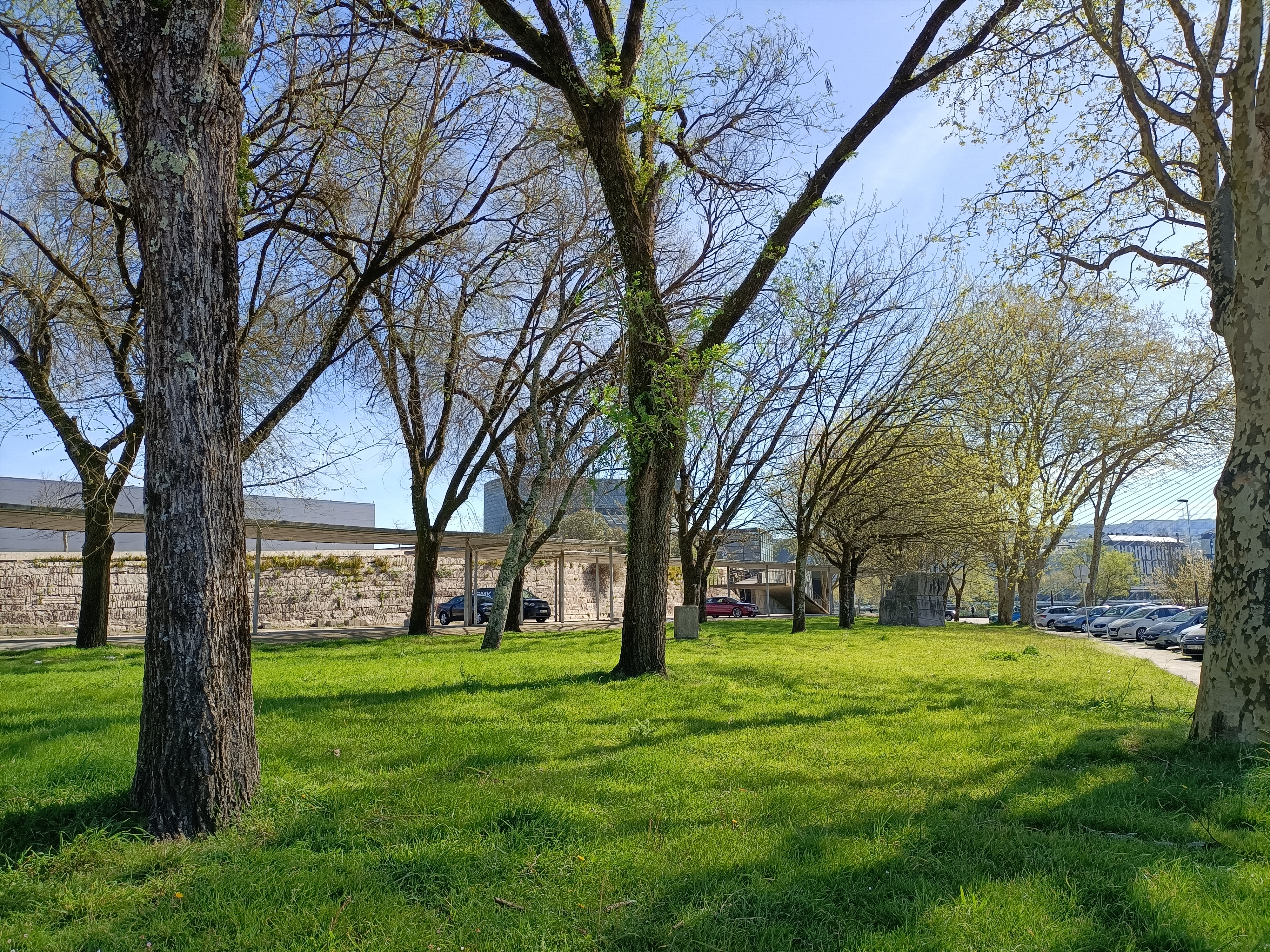
Árboles en el parque
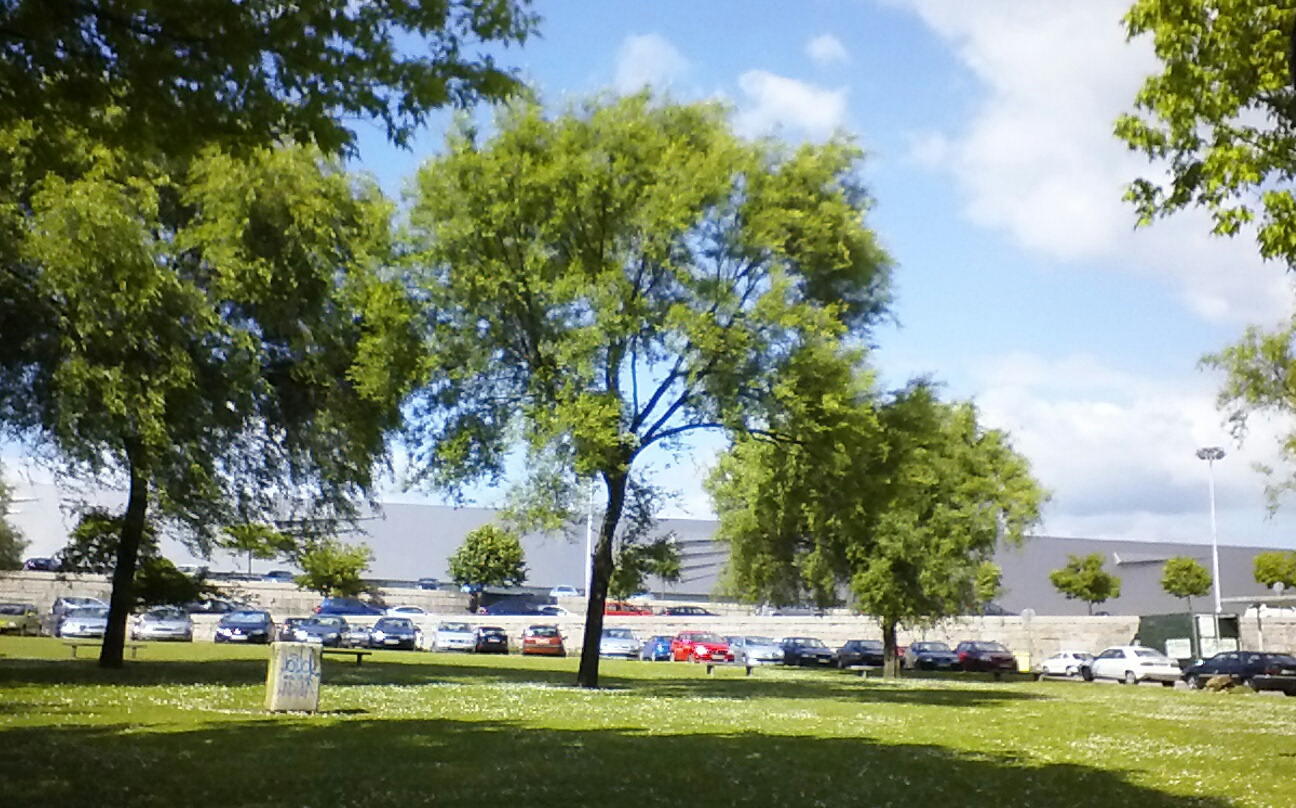
Vista del parque delante del Recinto Ferial de Pontevedra
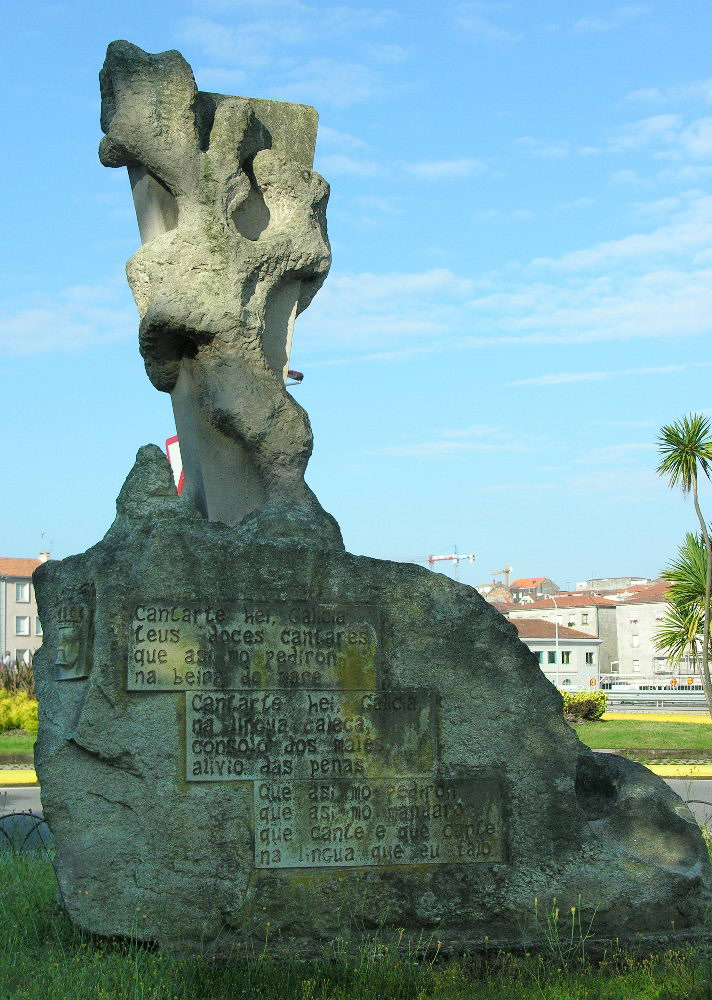
Parte trasera del monumento a Rosalía de Castro
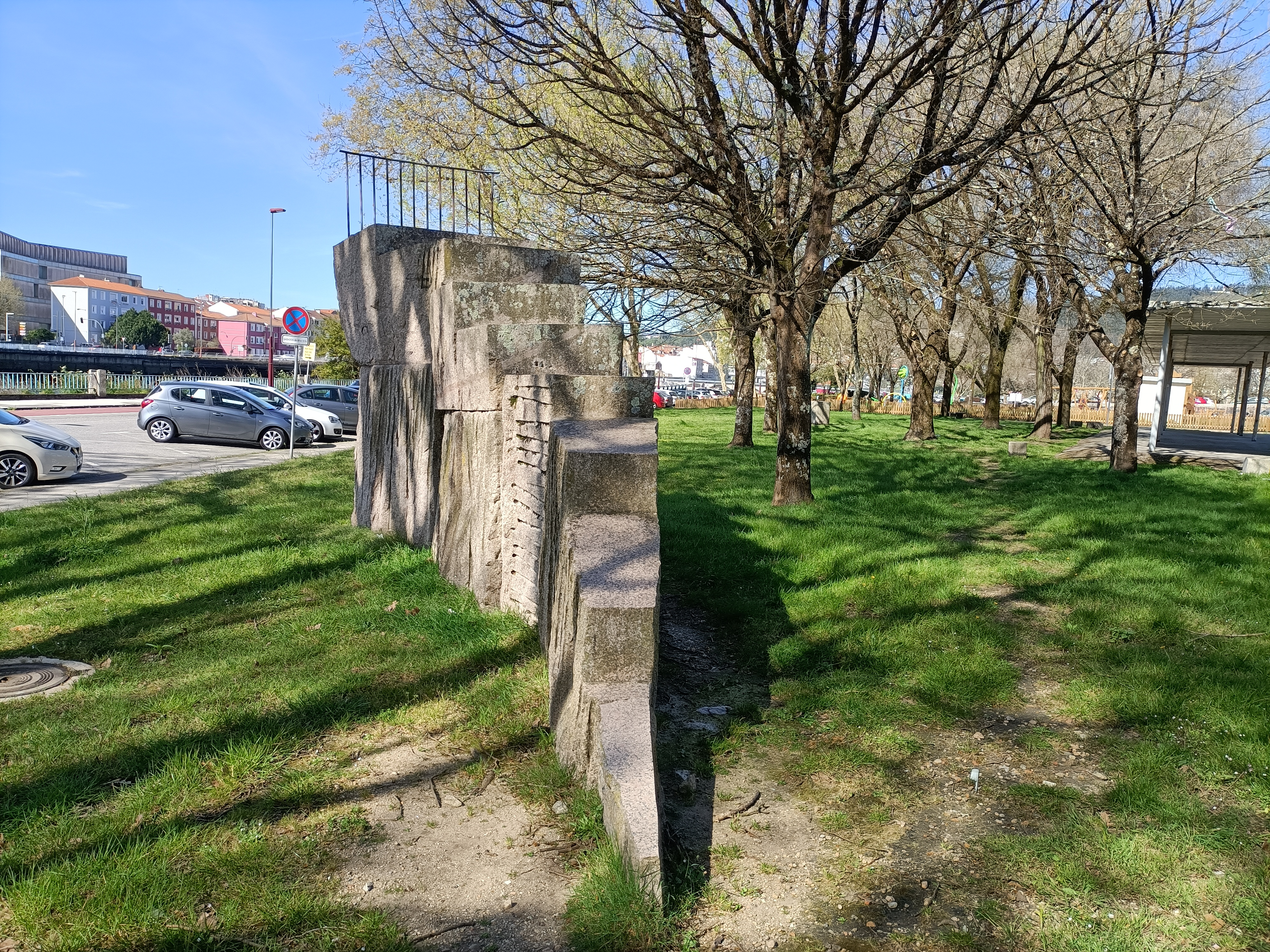
Escultura Mirador de Granito en escalera
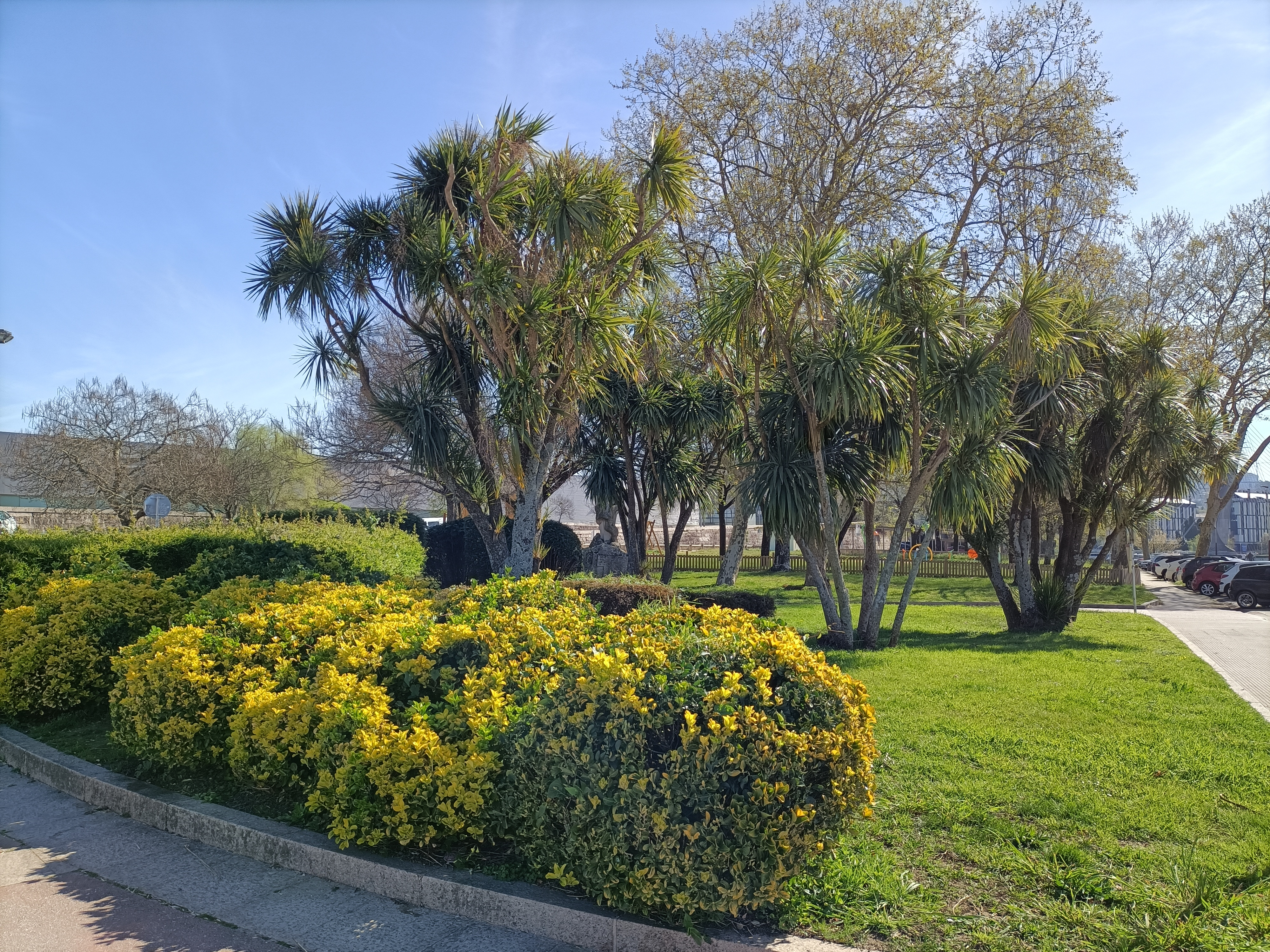
Drácenas Cordiline en el parque
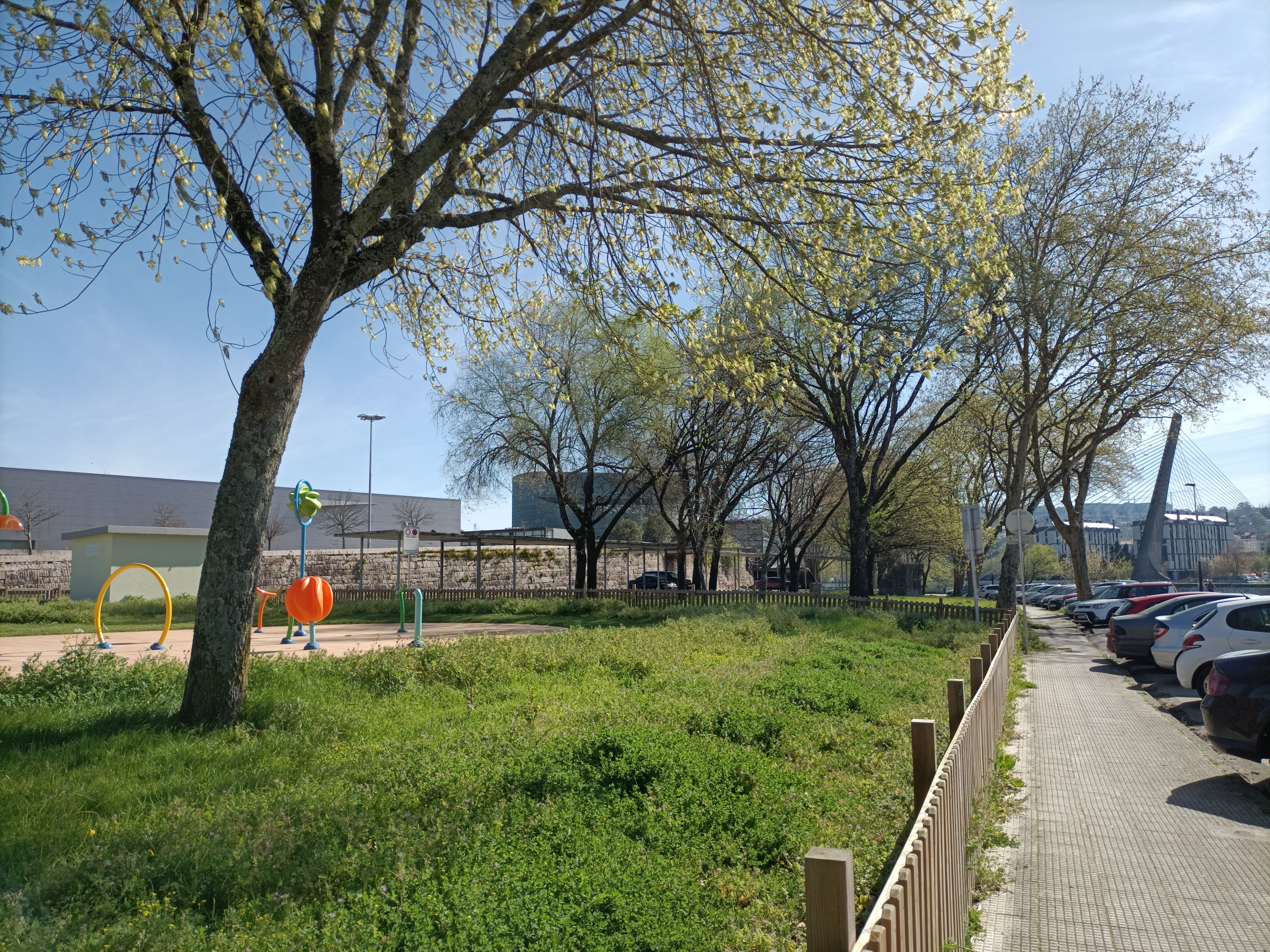
Parque al borde del Paseo Ingeniero Rafael Areses
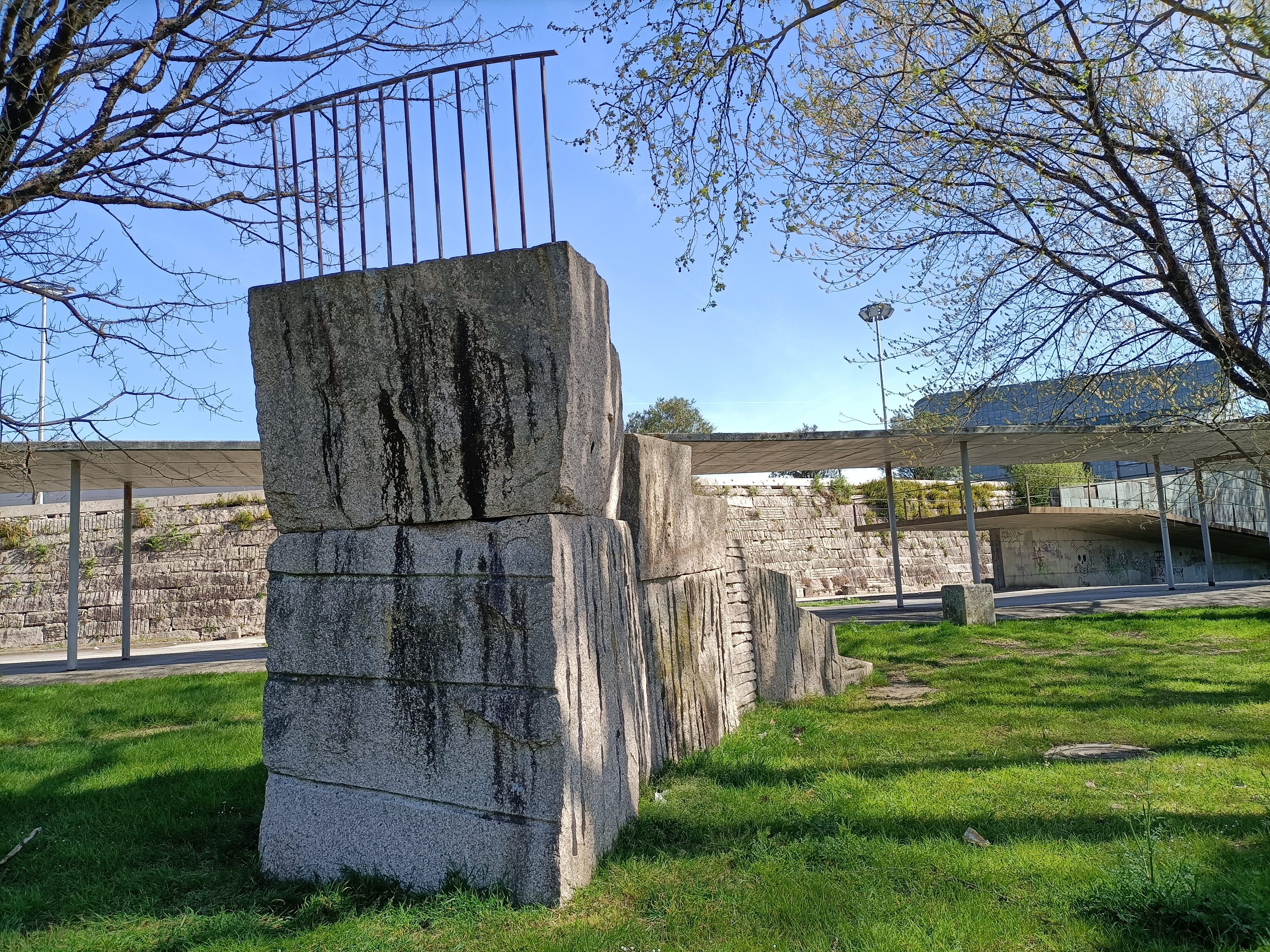
El Mirador de Granito con su barandilla
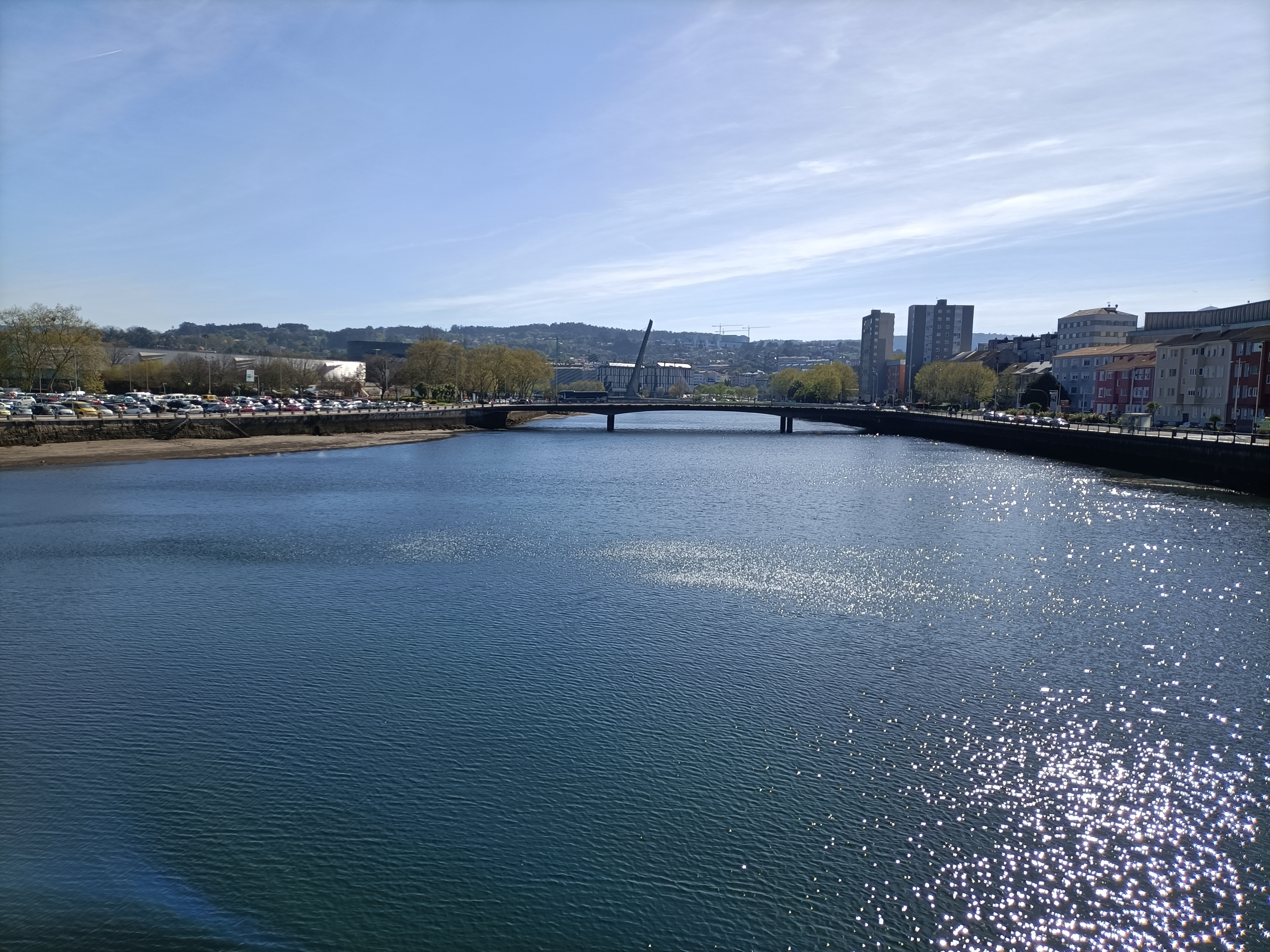
Río Lérez, puente de Santiago y parque Rosalía del Castro al fondo a la izquierda.
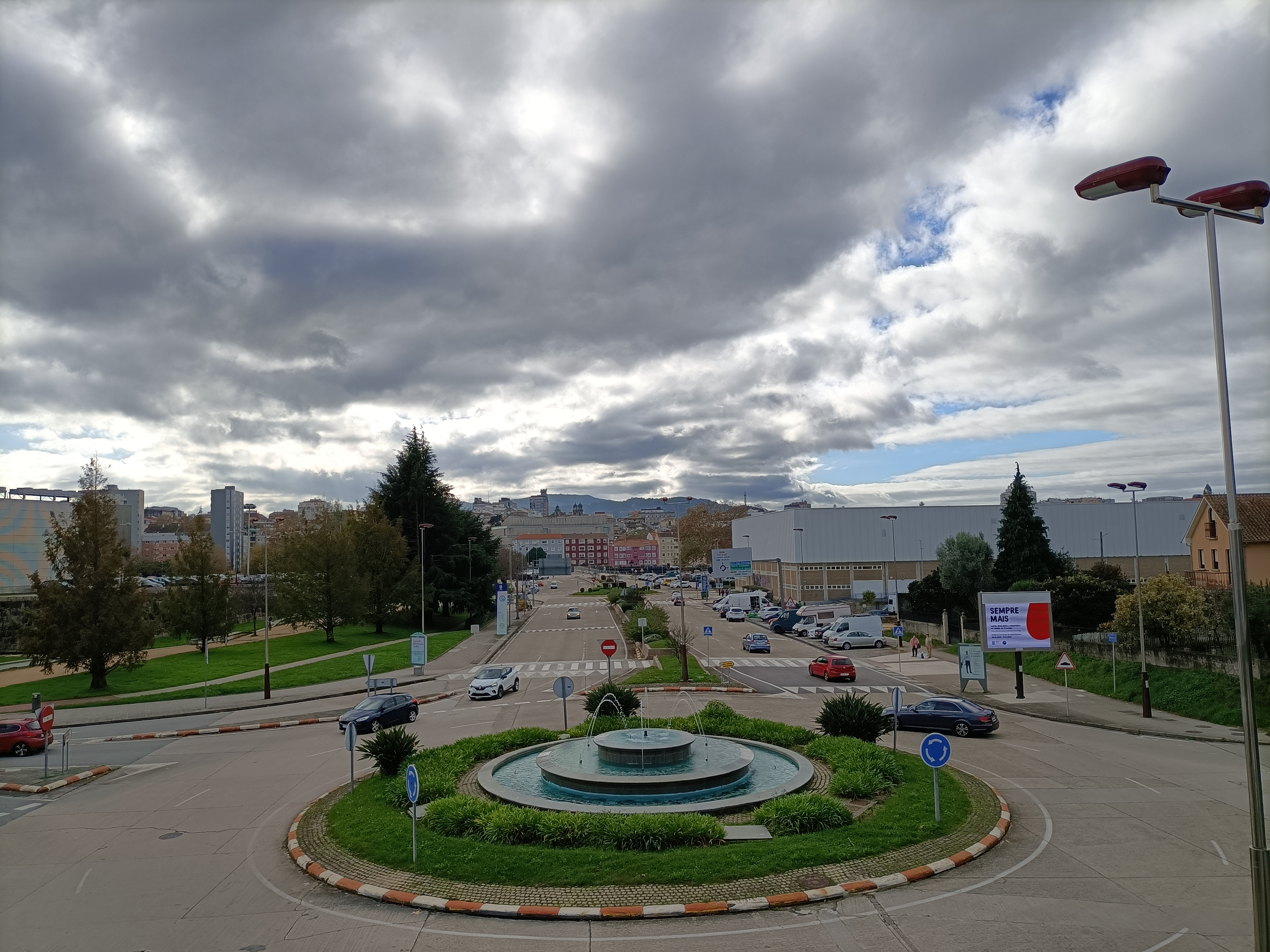
Avenida de Compostela con el parque a la izquierda